# Јелисавета Милетић
Јелисавета Милетић (Крагујевац, 1991) је српска новинарка, продуценткиња и маркетинг менаџерка. Најпознатија је као једна од ауторки подкаста сатиричног медија Њуз.нет. Једина је женска чланица овог подкаста.

## Биографија
Јелисаветин отац је новинар и писац Мирослав Милетић. Има сестру Милену која је студенткиња кинеског језика. Завршила је менаџмент и продукцију позоришног радија и културе на Факултету драмских уметности Универзитета уметности у Београду. Радила је као продуценткиња кратких филмова, као и позоришних фестивала, а поред рада на подкасту Њуз.нета, од фебруара 2022. године, има и сопствени подкаст Читање уз танане, где промовише књижевност и културу из Србије и региона. Први гост у емисији јој је била песникиња и музичарка Огњенка Лакићевић.Представља нову генерацију веб новинара који претежно раде на новим медијима попут јутјуба и друштвених мрежа.